# Embajada de Portugal en Ottawa
La Embajada de Portugal en Ottawa (Portugués: Embaixada de Portugal em Ottawa) es la principal representación diplomática portuguesa en Canadá. Se encuentra situada en Island Park Drive nº645 en Ottawa, Ontario. El embajador actual es António Leão Rocha.
Portugal posee también consulados en Edmonton, Halifax, Montreal, Quebec City, St. John's, Toronto, Vancouver y Winnipeg.